# Rinovirus
Rinovirus (Rhinovirus), derivat del grec rhino- "nas" (ἡ ῥίς gen. ῥινός “nas”), és un gènere de la família de virus Picornaviridae. Els rinovirus són els agents virals infecciosos més comuns en humans i un agent causal del refredat comú. Té naturalesa lítica. Hi ha 99 tipus reconeguts que difereixen per la seva superfície proteínica. Els rinovirus es troben entre els virus més petits, amb diàmetres de només 30 nanòmetres (altres virus com el de la verola són 10 vegades més grossos).
Els rinovirus proliferen millor a temperatures d'entre 33 a 35 °C, i això fa que es puguin reproduir al nas. Són sensibles a ambients àcids.

## Estructura
Tenen un ARN de cadena simple amb genomes d'entre 7,2 i 8,5 kb de llargada. Les proteïnes estructurals es codifiquen a la cinquena regió del genoma i les no estructurals a la tercera. Això és igual que a tots els picornavirus. Les partícules virals tenen estructura d'icosaedre.
Els rinovirus es componen d'una càpside, que conté 4 proteïnes virals VP1, VP2, VP3 i VP4. VP1, VP2, i VP3 formen la major part de la proteïna de la càpside. La proteïna VP4 és molt més petita i es troba entre el càpsid i l'ARN. Hi ha 60 còpies de cadascuna d'aquestes proteïnes. Elsa anticossos són la principal defensa contra la infecció.

## Transmissió i epidemiologia
Hi ha dues maneres de transmissió: via aerosols de gotetes respriratòries i des de superfícies contaminades, incloent-hi el contacte personal. La gran majoria dels refredats són transmesos per superfícies contaminades.
Els rinovirus es troben a tot el món. Els símptomes inclouen faringitis, rinitis, congestió nasal, [i tos; a vegades acompanyat de miàlgia, cansament, maldecap, feblesa muscular, i pèrdua de la gana. La febre i la fatiga extrema és més comuna en la grip.

## Patogènesi
El tracte respiratori superior és la principal ruta d'infecció. Després el virus s'enllaça amb ICAM-1 (Molècula d'adhesió intracel·lular 1) també conegut com a CD54 (Grup de diferenciació54) que són receptors bioquímics en les cèl·lules respiratòries epitelials. Quan el virus replica i s'estén, les cèl·lules infectades deixen anar senyals com quimiocines i citocines (que produeixen inflamació).
La infecció ocorre ràpidament, en 15 minuts des que el virus s'adhereix als receptors de superfície dins del tracte respiratori. Un 50% dels individus simptomàtics experimentaran símptomes als 2 dies de la infecció. Només el 5% dels casos hauran passat un període d'incubació de menys de 20 hores, i, un altre 5% dels casos amb un període d'incubació de quatre dies i mig.

## Medicaments nous antivirals
L'Interferó-alfa usat intranasalment ha mostrat ser efectiu. Però els voluntaris experimenten efectes secundaris i resistència als antivirals, per tant s'ha abandonat aquesta línia.
Pleconaril és un antiviral oral biodisponible pel tractament contra picornavirus. Provat en voluntaris fa disminuir la mucositat nasal i els símptomes del refredat. No està encara disponible.

## Vacuna
No n'hi ha però s'ha seqüenciat els serotips de 99 rinovirus.